# Trehörningen (Ölsremma socken, Västergötland)
Trehörningen är en sjö i Ulricehamns kommun i Västergötland och ingår i Ätrans huvudavrinningsområde. Sjön är 3,1 meter djup, har en yta på 1,6 kvadratkilometer och befinner sig 327 meter över havet. Sjön avvattnas av vattendraget Gunntorpaån.

## Delavrinningsområde
Trehörningen ingår i det delavrinningsområde (639739-137381) som SMHI kallar för Utloppet av Trehörningen. Avrinningsområdets medelhöjd är 334 meter över havet och ytan är 5,91 kvadratkilometer. Det finns inga delavrinningsområden uppströms utan avrinningsområdet är högsta punkten. Gunntorpaån som avvattnar avrinningsområdet har biflödesordning 3, vilket innebär att vattnet flödar genom totalt 3 vattendrag innan det når havet efter 163 kilometer. Avrinningsområdet består mestadels av skog (33 %) och sankmarker (35 %). Avrinningsområdet har 1,6 kvadratkilometer vattenytor vilket ger det en sjöprocent på 27,1 %.